# Elezioni presidenziali in Mali del 2018
Le elezioni presidenziali in Mali del 2018 si sono tenute il 29 luglio (primo turno) e il 12 agosto (secondo turno).

## Risultati
| Candidati              | Partiti                                                         | I turno   | I turno | II turno  | II turno |
| Candidati              | Partiti                                                         | Voti      | %       | Voti      | %        |
| ---------------------- | --------------------------------------------------------------- | --------- | ------- | --------- | -------- |
| Ibrahim Boubacar Keïta | Raggruppamento per il Mali                                      | 1 331 132 | 41,57   | 1 791 926 | 67,16    |
| Soumaïla Cissé         | Unione per la Repubblica e la Democrazia                        | 567 679   | 17,73   | 876 124   | 32,84    |
| Aliou Diallo           | Alleanza Democratica per la Pace                                | 256 404   | 8,01    |           |          |
| Cheick Modibo Diarra   | Raggruppamento per lo Sviluppo del Mali                         | 236 025   | 7,37    |           |          |
| Housseini Amion Guindo | Partito Uniti per la Repubblica                                 | 124 506   | 3,89    |           |          |
| Oumar Mariko           | Solidarietà Africana per la Democrazia e l'Indipendenza         | 74 300    | 2,32    |           |          |
| Modibo Kone            | Movimento Mali Kanu                                             | 72 941    | 2,28    |           |          |
| Choguel Kokalla Maïga  | Movimento Patriottico per il Rinnovamento                       | 69 970    | 2,19    |           |          |
| Harouna Sankaré        | Movimento per l'Unione dei Maliani                              | 67 406    | 2,11    |           |          |
| Mamadou Sidibé         | Partito per la Restaurazione dei Valori del Mali                | 54 274    | 1,69    |           |          |
| Modibo Sidibé          | Forze Alternative per il Rinnovamento e l'Emergenza             | 45 453    | 1,42    |           |          |
| Kalifa Sanogo          | Indipendente (Alleanza per la Democrazia in Mali)               | 38 892    | 1,21    |           |          |
| Mamadou Diarra         | Indipendente                                                    | 36 124    | 1,13    |           |          |
| Modibo Kadjoke         | Alleanza per il Mali-MALIKO                                     | 30 479    | 0,95    |           |          |
| Moussa Sinko Coulibaly | Indipendente                                                    | 30 232    | 0,94    |           |          |
| Adama Kané             | Indipendente                                                    | 26 084    | 0,81    |           |          |
| Daba Diawara           | Partito dell'Indipendenza, della Democrazia e della Solidarietà | 22 991    | 0,72    |           |          |
| Mountaga Tall          | Congresso Nazionale di Iniziativa Democratica                   | 20 312    | 0,63    |           |          |
| Dramane Dembélé        | Indipendente (Alleanza per la Democrazia in Mali)               | 18 737    | 0,59    |           |          |
| Mohamed Ali Bathily    | Indipendente                                                    | 17 712    | 0,55    |           |          |
| Hamadoun Touré         | Alleanza Kayira                                                 | 17 087    | 0,53    |           |          |
| Niankoro Yeah Samakeé  | Partito per l'Azione Civica e Patriottica                       | 16 632    | 0,52    |           |          |
| Mamadou Traoreé        | Indipendente                                                    | 15 502    | 0,48    |           |          |
| Djénéba N'diaye        | Donne in Marcia per un Mali Emergente                           | 12 275    | 0,38    |           |          |
| Totale                 | Totale                                                          | 3 202 149 | 100     | 2 668 050 | 100      |

- In base ai risultati ufficiali, la somma dei voti validi relativamente al primo turno è pari a 3.192.149, anziché 3.202.149.